# Trouble du rythme cardiaque
Pour les articles homonymes, voir Arythmie (homonymie).
Pour les premiers secours en cas de l’arrêt complet des battements du cœur, voir Réanimation_cardiopulmonaire#Principes_et_pratique_de_la_réanimation_cardiopulmonaire.
 Mise en garde médicale
Les troubles du rythme cardiaque ou arythmies  sont une famille de maladies cardiaques.
- Un rythme sinusal correspond au rythme cardiaque normal, c'est-à-dire piloté par le nœud sinusal avec conservation de la séquence « contraction des oreillettes »-« contraction des ventricules ».
- Un trouble du rythme correspond donc à un rythme cardiaque non sinusal : on parle de « tachycardie » lorsque la fréquence cardiaque est rapide ; et de « bradycardie » lorsque la fréquence cardiaque est lente.

La fréquence cardiaque varie en permanence suivant l'heure de la journée, l'activité, l'état émotionnel, la corpulence ou certains médicaments. La fréquence cardiaque ne devient anormale que lorsqu'elle n'est plus régulière, lorsqu'elle est responsable d'une gêne ou de symptômes, ou lorsqu'elle dépasse des normes (en général, inférieure à 60 ou supérieure à 100 battements par minute, au repos et chez l'adulte).

## Définition
L'arythmie cardiaque est un rythme cardiaque différent du rythme sinusal normal. Il peut se manifester par une tachycardie (battements rapides), une bradycardie (lent) ou par un rythme irrégulier tel que lors d'une fibrillation atriale (ACFA) ou des extrasystoles.

## Causes
Les anomalies de la repolarisation cardiaque responsables de l'arythmie peuvent être provisoires (cause toxicologique ou médicamenteuse, plus ou moins provisoire) ou durables (arythmies réfractaires d'origine génétique ou congénitale, accidentelles ou inexpliquées). Elles sont généralement liés à une dégradation du système réflexe, à un défaut fonctionnel du cœur (ex. : rétrécissement mitral) ou font suite à une perturbation du système hormonal (thyroïdien notamment) et/ou à un dysfonctionnement du système nerveux local ou central, avec par exemple un accident ischémique cérébral comme origine. L'exposition à la pollution de l'air est aussi une source possible d'arythmie cardiaque.
L'altération de certains gènes induit des « arythmies cardiaques familiales » (cause de syncope et de mort subite chez de jeunes sujets) ; la biologie moléculaire et la génétique devraient permettre d'éclaircir la « génétique moléculaire des arythmies cardiaques » en identifiant les groupes de gènes et les types de mutations en cause puis en comprenant mieux les mécanismes complexes en cause,.

## Diagnostic

### Manifestations
- Le trouble rythmique peut être totalement asymptomatique
- Il peut être simplement « gênant », par le biais de palpitations
- Asthénie
- Lipothymie, malaise mal défini, chute
- Troubles de la conscience : obnubilation, syndrome confusionnel, période d'amnésie, troubles du comportement, troubles subits du caractère
- Angor (prolongé ou non)
- Signe neurologique focalisé
- Brefs épisodes de convulsions, état de mal convulsif
- Mort subite

### Examen clinique
- Étudie la tolérance (douleur thoracique, dyspnée, anomalies de la pression artérielle, sueurs, agitation)
- Rechercher une maladie cardiaque
- Recherche un déficit neurologique
- Recherche un retentissement fonctionnel (en l'absence de risque vital) : modifications des habitudes de vie

### Examens complémentaires

#### ECG
L'ECG n'est contributif en règle générale que si le trouble du rythme est permanent ou s'il est fait par chance durant l'épisode d'arythmie
Il apporte des informations sur les éventuelles maladies cardiaques sous-jacentes (atteinte des coronaires, hypertrophie ventriculaire...).

#### Holter ECG
Le Holter ECG est un examen de rentabilité assez faible, dépendant de la fréquence des épisodes d'arythmie.
Il permet de :
- détecter des arythmies paroxystiques et non perçues par le patient ;
- faire une estimation du nombre d'extrasystoles ;
- visualiser d'autres anomalies sur l'ECG durant des épisodes de palpitations ou des malaises.

#### Épreuve d'effort
Éventuellement utile pour démasquer les troubles du rythme survenant (ou aggravés) à l'effort.

#### Explorations électro-physiologiques
On enregistre directement l'activité électrique cardiaque en montant une ou plusieurs électrodes au niveau du cœur.
Elles permettent de :
- détecter des lésions au niveau des voies de conduction intra-cardiaque ;
- analyser le trouble du rythme en déterminant son origine (ventriculaire ou supra-ventriculaire) et/ou son mécanisme ;
- provoquer le trouble rythmique et ainsi tester l'efficacité de médicaments ;
- arrêter certains troubles du rythme.

#### Autres méthodes
- Il est possible de faire avaler par le patient une sonde connectée à un électrocardiographe (sauf en cas de compression de la veine cave supérieure). L'extrémité de celle-ci se situe alors près de l'oreillette gauche, ce qui permet d'analyser l'activité de cette dernière (électrode trans-œsophagienne).
- Existence des tests médicamenteux.
- Recherche de potentiels tardifs ventriculaires : la présence d'une activité électrique très discrète en fin de contraction des ventricules serait le témoin d'un risque de trouble du rythme ventriculaire. Ces potentiels sont détectés de manière simple à l'aide d'un électrocardiographe spécial.

## Classification
On distingue les troubles du rythme supraventriculaires et ventriculaires :
- les troubles du rythme supraventriculaire regroupent les troubles du rythme naissant au-dessus de la bifurcation du faisceau de His qui se divisent eux-mêmes en :
  - troubles du rythme auriculaires : naissance au niveau du myocarde auriculaire,
  - troubles du rythme jonctionnels : naissance ou pérennisation au niveau de la jonction auriculo-ventriculaire ou d'un faisceau accessoire ;
- les troubles du rythme ventriculaires prennent naissance au-dessous de la bifurcation du faisceau de His avec une dépolarisation ventriculaire non synchrone aboutissant à un élargissement du complexe QRS.

### Les troubles du rythme supra-ventriculaires

#### Les arythmies auriculaires
- Extrasystoles auriculaires
- Tachycardie sinusale
- Flutter auriculaire
- Fibrillation atriale
- Tachycardies atriales ectopiques (ou focales) [appelées avant tachysystolie auriculaire]
- L'association d'un bloc sino-atrial paroxystique ou non et d'un flutter ou d'une fibrillation atriale est appelée « maladie de l'oreillette » ou « maladie rythmique de l'oreillette ».

#### Les arythmies jonctionnelles
- Tachycardie jonctionnelle ou maladie de Bouveret
- Tachycardie jonctionnelle hisienne

### Les troubles du rythme ventriculaires
- Extrasystoles ventriculaires
- Torsades de pointe
- Tachycardie ventriculaire
- Fibrillation ventriculaire

## Orientation selon l'ECG

### L'ECG enregistre une tachycardie

#### Tachycardie à complexes QRS fins (< 0,10 s)
- Rythme franchement irrégulier : fibrillation auriculaire
- Rythme régulier :
  - extrasystoles auriculaires ;
  - tachycardie sinusale ;
  - tachycardie jonctionnelle (maladie de Bouveret) ;
  - tachysystolie auriculaire ;
  - flutter auriculaire.

#### Tachycardie à complexes QRS larges (> 0,12 s)
- Fréquence cardiaque > 250 :
  - extrasystoles ventriculaires ;
  - torsades de pointe ;
  - tachycardie ventriculaire.
- Fréquence cardiaque comprise entre 150 et 200 :
  - tachycardie franchement irrégulière : fibrillation auriculaire avec bloc de branche préexistant ;
  - flutter auriculaire avec bloc de branche préexistant ;
  - tachycardie ventriculaire.
- Fréquence cardiaque comprise entre 100 et 150 :
  - causes précédentes ;
  - rythme idioventriculaire accéléré (RIVA).

### L'ECG enregistre une bradycardie
- Autant d'ondes P que de complexes QRS : bradycardie sinusale.
- Absence d'ondes P :
  - absence occasionnelle : bloc sino-auriculaire de type 2 ;
  - absence prolongée : pause sinusale (absence de complexes QRS), bloc sino-auriculaire de type 3 (rythme régulier), arythmie complète par fibrillation auriculaire (rythme irrégulier) ;
- Existence de plus d'ondes P que de complexes QRS : bloc auriculo-ventriculaire de type II.
- Ondes P et complexes QRS dissociés : bloc auriculo-ventriculaire de type III.

## Pronostic et complications
Un trouble rythmique peut être simplement gênant sans jamais occasionner aucune complication : Bouveret, extrasystolie bénigne (en règle sur cœur sain).
Les arythmies auriculaires (fibrillation, flutter, tachysystolie) peuvent entraîner si elles ne sont pas prises en charge :
- une insuffisance cardiaque ;
- des douleurs thoraciques ;
- des accidents emboliques : caillot de sang se formant dans l'oreillette et migrant dans une artère avec un risque d'obstruction.

Les arythmies ventriculaires soutenues (pas les extrasystoles isolées) sont susceptibles d'entraîner :
- une syncope ;
- une mort subite.

## Traitements

### Traitement médicamenteux antiarythmique
La plupart des arythmies ne nécessitent pas de traitement médicamenteux, à moins qu'elles ne soient associées à une détérioration importante de la fonction circulatoire et/ou que l'arythmie soit symptomatique. Avec divers antiarythmiques, une augmentation de la mortalité chez les patients coronariens a en effet été observée dans des études à long terme.
Le traitement peut aider au retour à un rythme normal (on parle alors de « cardioversion médicamenteuse », comme le cas de l'amiodarone ou de la flécaïne pour la réduction d'une fibrillation auriculaire) et empêcher la récidive d'épisodes d'arythmie.
Le but essentiel n'est pas, cependant, de faire disparaître l'arythmie mais d'empêcher l'apparition de complications graves.

### Autres traitements
- Anticoagulation en cas de fibrillation, flutter ou tachysystolie auriculaire pour éviter l'accident embolique.
- Ablation par radiofréquence, fait uniquement dans des centres spécialisés : on monte une ou plusieurs sondes par voie veineuse dans des conditions chirurgicales, près de la partie du cœur responsable du trouble du rythme. On peut détruire alors le foyer responsable ou ses connexions au reste du cœur.
- La cardioversion ou choc électrique externe.
- L'implantation d'un stimulateur cardiaque (Pacemaker).
- L'implantation d'un défibrillateur automatique implantable (aussi appelé DCI, DAI ou ICD) en cas de risque de mort subite.